# 鈴木正崇
鈴木 正崇（すずき まさたか、1949年11月21日 - ）は、日本の文化人類学者、民俗学者、宗教学者。慶應義塾大学名誉教授。専門は、民俗宗教、祭祀芸能、民族生成の比較研究、民俗社会を中心とする日本文化論など。研究地域は、西南中国、南インド、スリランカ、日本。博士（文学）（慶應義塾大学・1995年）。

## 経歴
東京都台東区上野出身。慶應義塾高等学校を経て、慶應義塾大学経済学部を卒業後、三菱銀行に入社。その後、在学時のユーラシア放浪の体験を生かすためにアジア研究に転進し、慶應義塾大学大学院文学研究科（東洋史専攻）に進学。1976年、修士課程修了、1979年、博士課程単位取得退学。東京工業大学工学部人文社会群助手（1979年）、慶應義塾大学文学部専任講師（1986年）、同助教授（1988年）を経て、1996年より教授。2015年3月に定年退官し、同年4月より名誉教授。慶應義塾大学大学院社会学研究科委員、慶應義塾大学地域研究センター副所長、東アジア研究所副所長を兼任。日本文化人類学会評議員、日本民俗学会理事、日本宗教学会常務理事、日本山岳修験学会会長、日本印度学仏教学会理事、民俗芸能学会理事、日本南アジア学会常務理事、第22期第23期日本学術会議連携会員を歴任。

## 主な著作

### 著書
- 『中国南部少数民族誌－海南島・雲南・貴州』（三和書房 1985年）
- 『山と神と人－山岳信仰と修験道の世界』（淡交社 1991年）ISBN 978-4473012067
- 『スリランカの宗教と社会－文化人類学的考察』（春秋社 1996年）ISBN 978-4393299012
- 『神と仏の民俗』（吉川弘文館 2001年）ISBN 978-4642073622
- 『女人禁制』（吉川弘文館・歴史文化ライブラリー 2002年／講談社学術文庫 2022年）ISBN 978-4065277119
- 『祭祀と空間のコスモロジー－対馬と沖縄』（春秋社 2004年）ISBN 978-4393299043
- 『ミャオ族の歴史と文化の動態ー中国南部山地民の想像力の変容ー』（風響社 2012年）ISBN 978-4894891777
- 『山岳信仰－日本文化の根底を探る－』（中公新書 2015年）ISBN 978-4121023100
- 『東アジアの民族と文化の変貌ー少数民族と漢族、中国と日本ー』（風響社 2017年）ISBN 978-4894892293
- 『熊野と神楽ー聖地の根源的力を求めてー』（平凡社 2018年）ISBN 978-4582364521
- 『女人禁制の人類学—相撲・穢れ・ジェンダー—』(法蔵館、2021年) ISBN 978-4831856500
- 『日本の山の精神史—開山伝承と縁起の世界—』（青土社、2024年）ISBN 978-4791776641
- 『山岳信仰と修験道』（春秋社、2025年）ISBN 978-4393292068

### 外国語訳
- 『中国南部少数民族民俗記録』（陳芳訳、中国語、貴州大学出版社、2018年） ISBN 978-7-5691-0176-8
- 『東亜民族与文化之嬗变』（王暁梅他訳、中国語、貴州大学出版社、2020年）ISBN 978-7569103137
- 『中国西南少数民族文化之嬗变』（王暁梅他訳、中国語、貴州大学出版社、2021年）ISBN 978-7569104455

### 編著
- 『大地と神々との共生－自然環境と宗教』（昭和堂，1999年） ISBN 978-4812299203
- 『東アジアの近代と日本』（慶應義塾大学出版会，2007年）ISBN 978-4766414189
- 『神話と芸能のインド－神々を演じる人々』（山川出版社，2008年）ISBN 978-4634474543
- 『東アジアの民衆文化と祝祭空間』（慶應義塾大学出版会，2009年）ISBN 978-4766417111
- 『東アジアにおける宗教文化の再構築』（風響社，2010年）ISBN 978-4894891487
- 『南アジアの文化と社会を読み解く』（慶應義塾大学出版会，2011年）ISBN 978-4766419023
- 『森羅万象のささやき－民俗宗教研究の諸相－』（風響社，2015年）ISBN 978-4894892125
- 『アジアの文化遺産－過去・現在・未来』（慶應義塾大学出版会，2015年）ISBN 978-4766422351

### 共編著
- 『東アジアのシャーマニズムと民俗』（宮家準と共編）（勁草書房，1994年）ISBN 978-4326101023
- 『民族で読む中国』（可児弘明・国分良成・関根政美と共編）（朝日新聞社，1998年）ISBN 978-4022596956
- 『ラーマーヤナの宇宙－伝承と民族造形』（坂田貞二・金子量重と共編）（春秋社，1998年）ISBN 978-4393132746
- 『仮面と巫俗の研究－日本と韓国』（野村伸一と共編）（第一書房，1999年）ISBN 978-4804206974
- 『<血縁>の再構築－東アジアにおける父系出自と同姓結合』（末成道男・吉原和男と共編）（風響社，2000年） ISBN 978-4894890282
- 『拡大する中国世界と文化創造－アジア太平洋の底流』（吉原和男と共編）（弘文堂，2002年） ISBN 978-4335561009

### 共著
- 『スリランカの祭』（岩田慶治・井狩弥介・関根康正と共著）（工作舎，1982年）
- 『西南中国の少数民族－貴州省苗族民俗誌』（金丸良子と共著）（古今書院，1985年）ISBN 978-4772211437

### 監修
- 『祭・芸能・行事大辞典』（小島美子・三隅治雄・宮家準・宮田登・和崎春日と監修）（朝倉書店，2009年）ISBN 978-4254500134
- 『日本の山岳信仰』（宝島社，2015年）ISBN 978-4800243966

### 訳書
- H.バイロン・エアハート『羽黒修験道』（弘文堂，1985年）ISBN 978-4335160097

### 調査報告
- 「インド北東部アパタニ族フィールドノートーミョウコウ祭を中心として」『白山人類学』 23号、2020年[5]
- 「インド北東部ディラン周辺のモンパ族フィールドノート─民間信仰を中心として」『白山人類学』24号、2021年[6]
- 「インド北東部ナムサイ周辺のタイ・カムティ族と隣接諸族のフィールドノート」『白山人類学』25号、2022年[7]

## 受賞歴
- 1997年，『スリランカの宗教と社会―文化人類学的考察』で義塾賞を受賞
- 2014年，『ミャオ族の歴史と文化の動態―中国南部山地民の想像力の変容―』で第11回木村重信民族藝術学会賞（民族藝術学会）を受賞[8]
- 2016年，「日本の山岳信仰と修験道に関する宗教学的研究」の業績により、第18回秩父宮記念山岳賞を受賞[9]（日本山岳会）
- 2022年，『女人禁制の人類学―相撲・穢れ・ジェンダー―』の業績により、第14回昭和女子大学女性文化研究賞（坂東眞理子基金）を受賞[10]。